# L'Été indien (film, 2007)
Pour les articles homonymes, voir L'Été indien.
Pour plus de détails, voir Fiche technique et Distribution.
L'Été indien est un film français réalisé par Alain Raoust, sorti en 2007.

## Synopsis
René Kreumeykers habite avec sa fille Suzanne dans une station de ski des Alpes du Sud. Flamand exilé en France depuis des années, il vivote tant bien que mal en tâchant d’oublier une ancienne vie.
Une lettre et soudain son passé le rattrape...
Face à un secret qu’il ne peut plus cacher, il doit affronter à nouveau l’homme qu’il a été. Au risque de perdre sa fille…

## Fiche technique
- Titre français : L'Été indien
- Réalisation : Alain Raoust
- Scénario : Alain Raoust, Olivier Adam[1]
- Image : Céline Bozon
- Son : Jean-Paul Bernard
- Costumes et décors : Françoise Arnaud
- Montage : Sophie Deseuzes-Raoust
- Mixage : Jean-Marc Schick
- Musique : Pascal Humbert
- Directeur de production : Jacques Reboud
- Producteurs : Bertrand Gore et Nathalie Mesuret - Sunday Morning
- Distributeur : Shellac
- Format : couleur - 1,85:1 - 35 mm - Son Dolby SR
- Pays d'origine :  France
- Date de tournage : Juin-juillet 2006
- Genre : drame
- Date de sortie : 2007

## Distribution
- Johan Leysen : René Kreuymerkers
- Déborah François : Suzanne
- Guillaume Verdier : Camille
- Johanna ter Steege : Johanna
- Brigitte Sy : Alice
- Thierry de Peretti : Jacky
- Philippe Duclos : l'homme du col
- Flora Depoilly : Suzanne enfant
- Frédérique Bonnal : la caissière
- Jean Segani : l'ami de René
- Laurent Soffiati : Patou
- Birgit Ludwig : la femme en fuite
- Clara Faranda : l'enfant en fuite